# روكسان بوليتزر
روكسان بوليتزر (بالإنجليزية: Roxanne Pulitzer)‏ (10 فبراير 1951)؛ ممثلة وروائية أمريكية.

## روابط خارجية
- روكسان بوليتزر على موقع IMDb (الإنجليزية)